# Natividad de la Virgen (Sotillo)

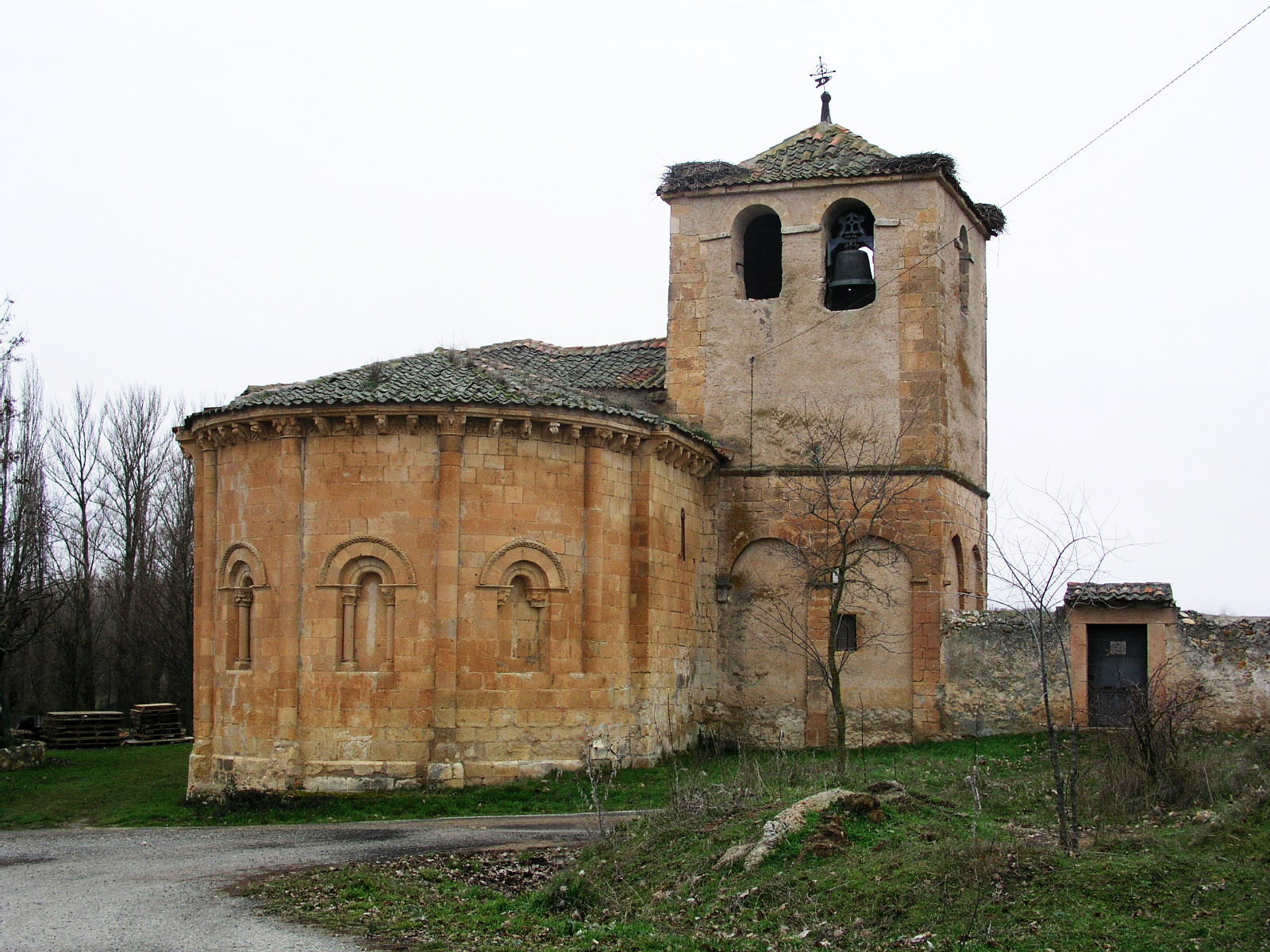
Iglesia de la Natividad de la Virgen in Sotillo

Die Kirche Natividad de la Virgen gehört zu den wenig bekannten Schmuckstücken der Romanik in der altkastilischen Provinz Segovia.

## Lage
Die Kirche liegt in einer Höhe von etwa 970 Metern ü. d. M. in der nur noch etwa 35 Einwohner zählenden Gemeinde Sotillo in der Autonomen Gemeinschaft Kastilien-León. Die Entfernung zur südwestlich gelegenen Großstadt Segovia beträgt etwa 63 Kilometer (Fahrtstrecke); die sehenswerte Kleinstadt Sepúlveda ist etwa 14 Kilometer in nordwestlicher Richtung entfernt.

## Baugeschichte
Der Kirchenbau entstammt zweifellos dem 12. Jahrhundert. Zu den Erbauern (Auftraggeber, Architekt, Handwerker) liegen jedoch keine Erkenntnisse vor. Angesichts der reichen baulichen Ausstattung ist es in der heutigen Zeit kaum mehr vorstellbar, dass es sich um eine einfache Dorfpfarrkirche gehandelt hat.

## Architektur
Turm

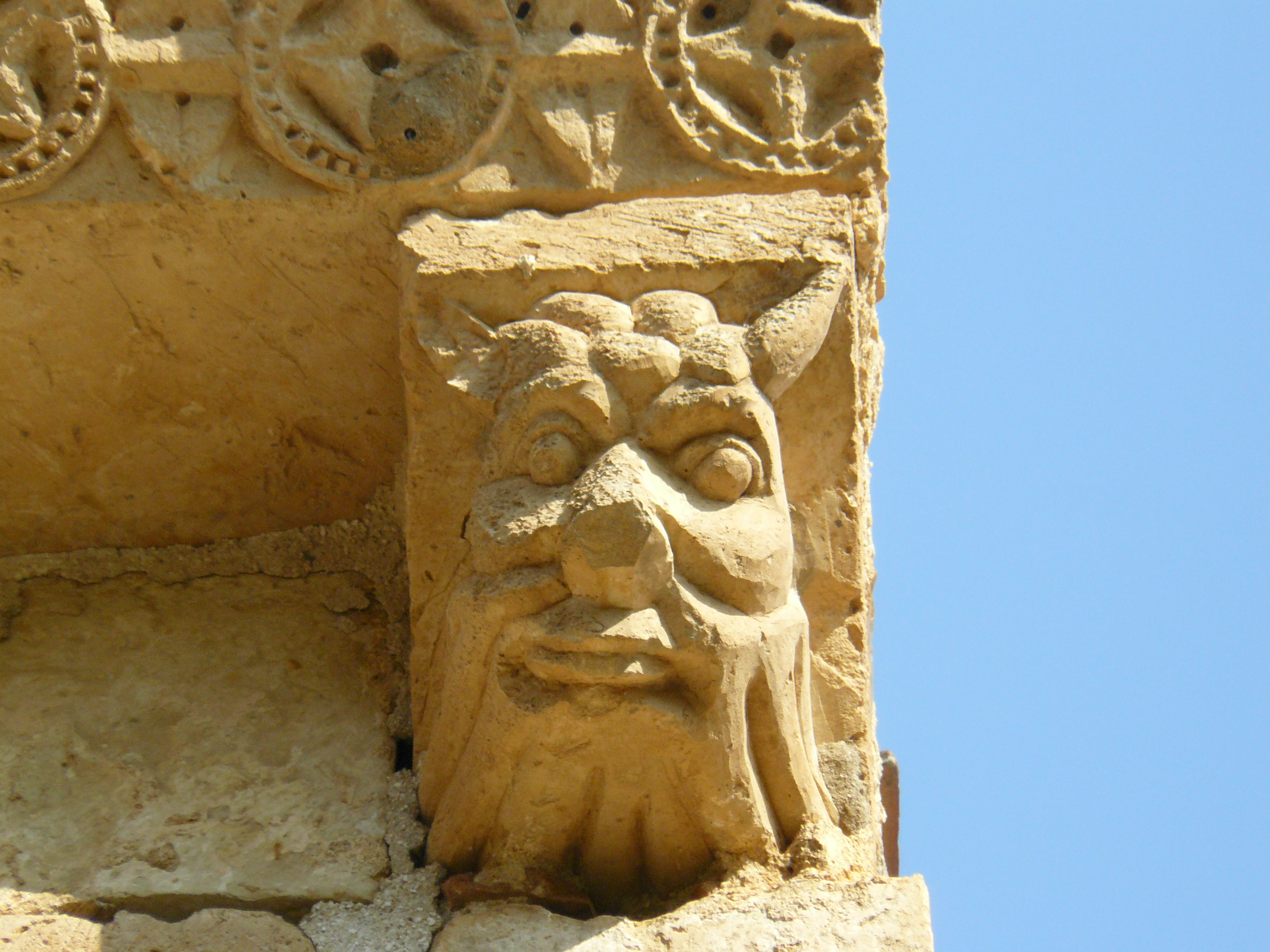
Konsolfigur

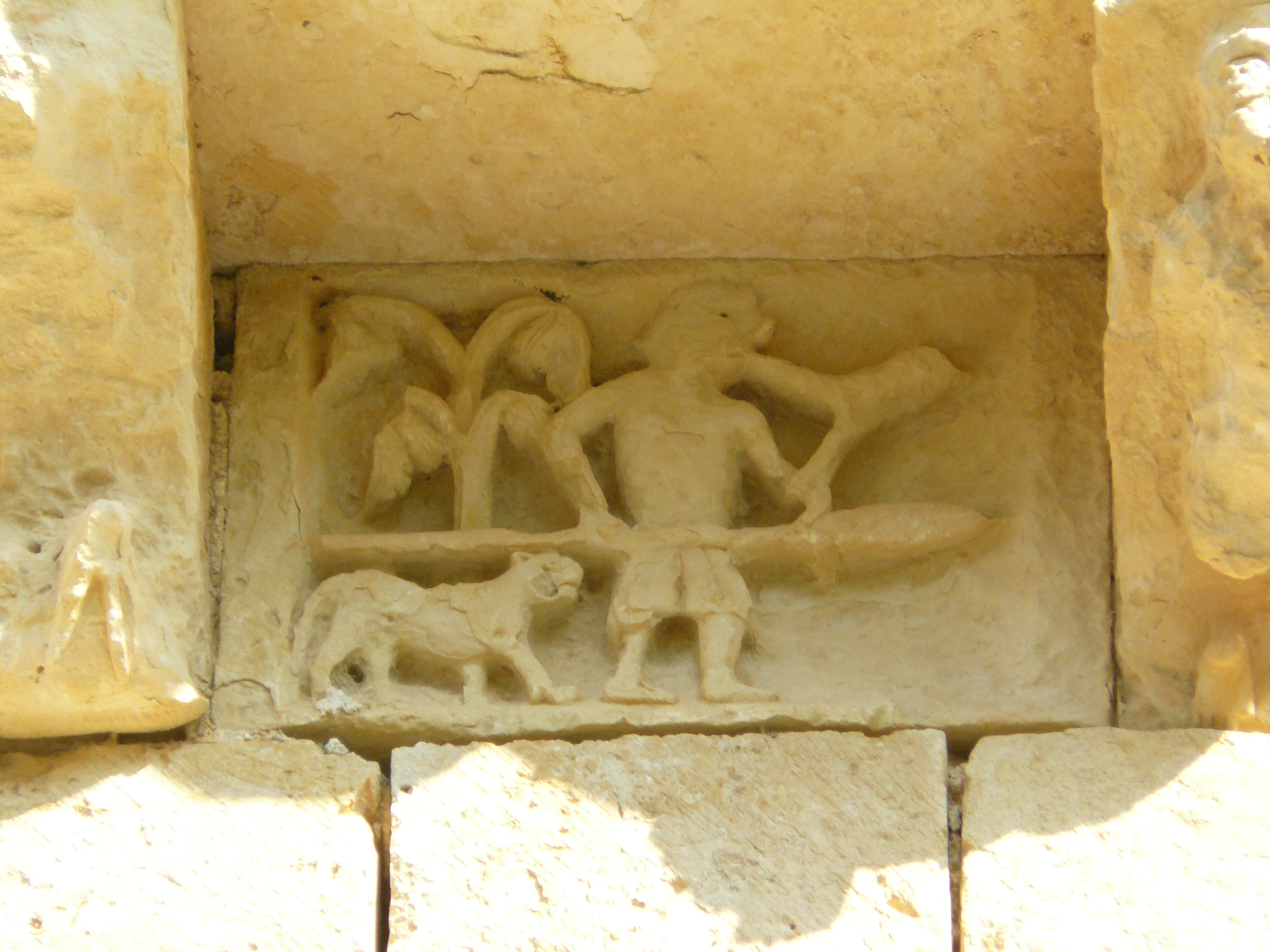
Metopenfeld mit Jagdszene

Der untere Teil des auf der Nordseite befindlichen Glockenturms ist durch Blendarkaden gegliedert. Der durch ein umlaufendes Gesims in Höhe der Dachtraufe der Apsis optisch abgetrennte Oberteil zeigt nur in den Ecken Hausteinmauerwerk – die eigentlichen Wandflächen bestehen aus weitgehend unbearbeiteten Bruchsteinen und sind deshalb verputzt.
Apsis
Die zur Gänze aus exakt behauenen Steinen errichtete Apsis der kleinen Kirche ist durch vorgelegte Halbsäulen gegliedert; die drei schmalen Fensteröffnungen werden von kleinen Säulchen begleitet und sind vertieft ins Mauerwerk eingelassen. Unterhalb der Dachtraufe verläuft ein figürlich gestalteter und sowohl dekorativ wie unheilabwehrend (apotropäisch) gemeinter Konsolenfries, der von reliefierten Metopenfeldern begleitet wird; besonders hervorzuheben ist eine aus mehreren Einzelfeldern bestehende Jagdszenerie.

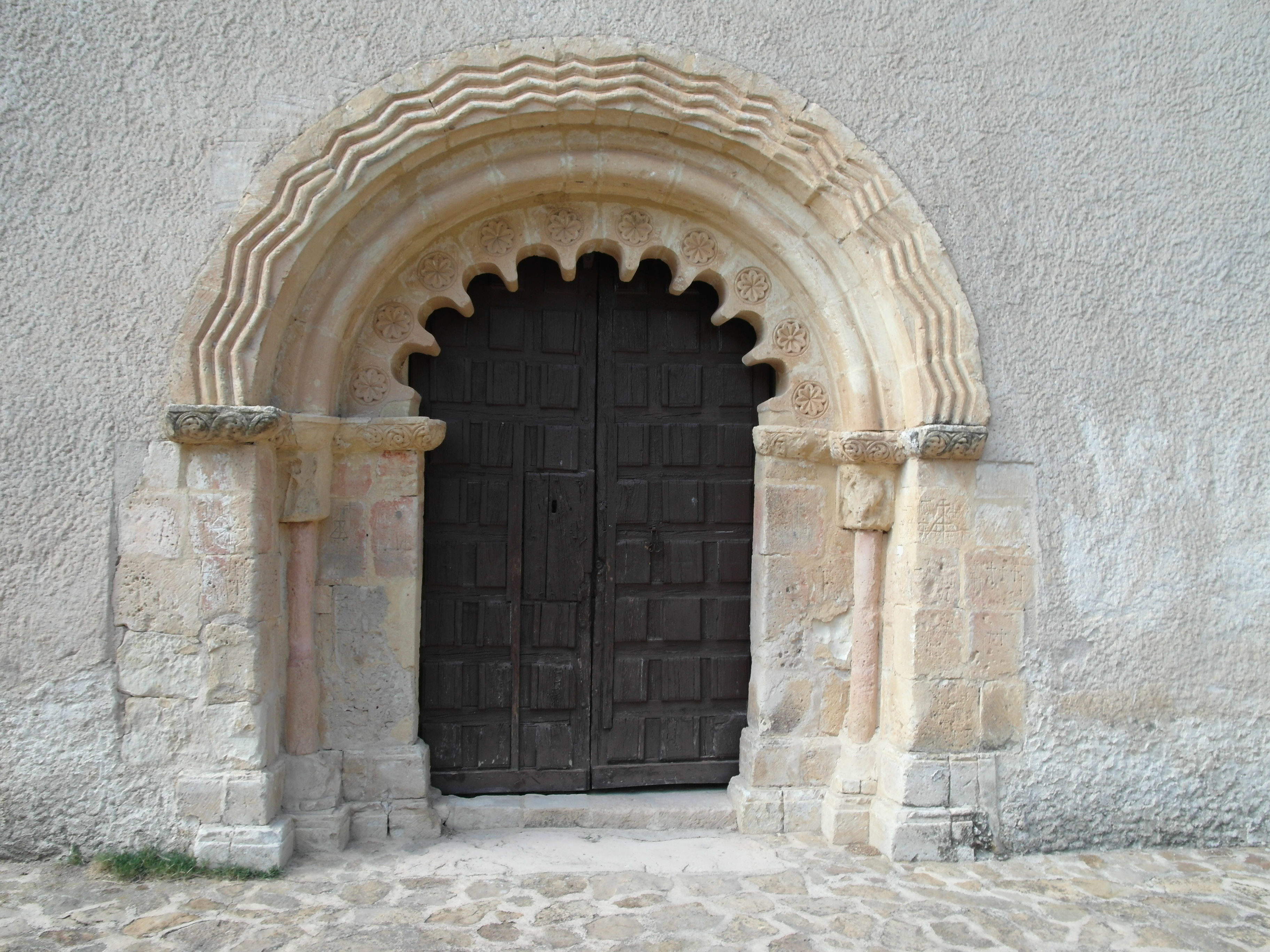
Portal
Das Portal der Kirche befindet sich auf der ansonsten verputzten Südseite des Langhauses. Es handelt sich um ein einfaches Archivoltenportal, dessen wulstförmig profilierter Bogenlauf außen von einem wellenförmig gezackten Blendbogen gerahmt wird. Der innere Bogen ist – nach islamischen bzw. mozarabischen Vorbildern – neunfach gezackt und mit zehn kleinen Blütenrosetten geschmückt.